# Utrikespolitiska förbundet Sverige
Utrikespolitiska förbundet Sverige (UFS) (engelskt namn Swedish Association of International Affairs (SAIA)) är riksorganisationen för Sveriges utrikespolitiska föreningar. Förbundet är ett partipolitiskt och religiöst obundet förbund som verkar för att sprida kunskap och intresse kring utrikespolitiska, internationella och globala frågor. Den huvudsakliga delen av verksamheten bedrivs genom de utrikespolitiska föreningarna som finns på 11 olika orter i Sverige. Tillsammans arrangerar de utrikespolitiska föreningarna över 300 olika evenemang varje år. Utrikespolitiska förbundet är även medlem i Folk och Försvar och i Landsrådet för Sveriges Ungdomsorganisationer (LSU) same OSSE-nätverket.

## Historia
De första utrikespolitiska föreningarna grundades på 1920-talet. Första föreningen som skapades var Uppsala Studentförening 1925 och som tillhörde Nationernas förbund. Tillsammans med liknande föreningar i Lund, Göteborg och Stockholm bildade Uppsala Studentförening Sveriges Akademiska Förening för Nationernas Förbund, en medlemsförening i Internationella Universitetsfederationen för Nationernas Förbund (FUI). 1935 bröt de svenska föreningarna sig loss ifrån FUI och bytte namn till "utrikespolitiska föreningar". Moderorganisationen bytte sedan namn till "Sveriges Akademiska Förbund för Utrikespolitik" (SAFU) 1939, men förbundet avslutade sin verksamhet under andra världskriget. Efter kriget startade förbundet sin verksamhet igen och år 1951 grundades "Sveriges Studenters FN-förbund" (SSFN) av de lokala föreningarna i Stockholm, Lund och Uppsala. SSFN var medlem i "International Student Movement for the United Nations" (ISMUN) till och med 1985 då föreningarna lämnade ISMUN. Efter ett flertal namnändringar och grundande av ytterligare utrikespolitiska föreningar runt om i Sverige, grundades det nuvarande Utrikespolitiska Förbundet Sverige 2007.

## Medlemsföreningar
Utrikespolitiska förbundet består av 9 utrikespolitiska föreningar: 
- UF Göteborg
- UPF Karlstad
- UF Linköping
- UPF Lund
- UF Malmö
- UF Stockholm
- UPF Umeå
- UF Uppsala
- UF Växjö

Utrikespolitiska förbundet har 9 lokala medlemsföreningar. Föreningarna har totalt cirka 4000 medlemmar runt om i Sverige. Förbundet är samordnare för de lokala medlemsföreningarna och har som syfte att stödja alla medlemsföreningars verksamheter samt fungera som en gemensam kunskapsbank. Utrikespolitiska förbundet ska även representera sina medlemsföreningar nationellt och internationellt och fungera som ett nätverk mellan medlemsföreningarna och stärka samarbetet mellan dessa.  
Medlemsföreningarnas verksamhet drivs ideellt av medlemmarna som till stor del utgörs av studenter. UFS och de utrikespolitiska föreningarna fungerar som en plattform för utrikespolitisk debatt. Verksamheten utformas genom medlemstidningar och webbtidningar, radioprogram, föreläsningar om aktuella utrikespolitiska ämnen samt projekt- och studieresor över hela världen.

## Utrikespolitiskt konvent
UFS anordnar varje år ett Utrikespolitiskt konvent på något aktuellt tema för att hålla den utrikespolitiska debatten vid liv på nationell nivå. Konventet är öppet för allmänheten men lockar i första hand till sig medlemmar från de utrikespolitiska föreningarna runt om i landet.

## Almedalen
Varje år arrangerar UFS ett flertal seminarier under Almedalsveckan i Visby. UFS arrangerar både egna seminarier samt tillsammans med andra arrangörer såsom Utrikespolitiska institutet, Folke Bernadotteakademin och Folk och Försvar. Ett återkommande evenemang som UFS arrangerar under Almedalsveckan är en utrikespolitisk paneldebatt mellan alla riksdagens ungdomsförbund.

## Styrelse
Styrelsearbetet leds av ett förtroendevalt presidium. Styrelsens består i övrigt av en representant från varje medlemsförening. Representanterna tillsätts av respektive förening och är, till skillnad från presidiemedlemmarna, inte förtroendevalda av UFS årsmöte, utan valda lokalt i varje medlemsförening.

## Ordförande
- 2024/2025 Ellinor Ringby
- 2023/2024 Agnes Manninen
- 2022/2023 Carl Åkerström
- VT2022 Artem Angelchev Shiryaev
- HT2021 Soha Kadhim
- 2020/2021 Johan Bergman
- 2019/2020 Sakke Teerikoski
- 2018/2019 Hanna Waerland-Fager
- 2017/2018 Oscar Theblin
- 2016/2017 Rosaline Marbinah
- 2015/2016 Axel Nordenstam
- 2014/2015 Anna Welsapar
- 2013/2014 Aria Nakhaei
- 2012/2013 Joakim Bong Henriksson
- 2011/2012 Johan Tinnerholm
- 2010/2011 Frida Vernersdotter
- 2009/2010 Tamuz Hidir
- 2008/2009 Abrak Saati
- 2007/2008 Eric Hale